# Paris 1900
Cet article concerne le documentaire. Pour l'Exposition universelle, voir Exposition universelle de 1900. Pour les Jeux olympiques, voir Jeux olympiques de 1900.
Pour plus de détails, voir Fiche technique et Distribution.
Paris 1900 est un film documentaire français de Nicole Vedrès réalisé en 1946 et sorti en France en 1948.

## Synopsis
Le documentaire retrace la vie à Paris entre 1900 et 1914. Ce film a utilisé de vrais documents d'époque, et des extraits de plus de sept cents films d'actualités, de reportages, mais aussi des séquences privées. Le montage et le texte qui accompagne les images ont été appréciés par la critique : ce film est devenu une référence.
« Le cinéma est une machine à retrouver le temps pour mieux le perdre. Paris 1900 marque la naissance de la tragédie proprement cinématographique : celle du Temps ». (André Bazin, «  À la recherche du temps perdu », in Ecran français 1947)
Des extraits de ce documentaire apparaissent dans Level Five (1996) de Chris Marker.

## Fiche technique
- Réalisation : Nicole Vedrès
  - Assistant réalisateur : Alain Resnais
- Scénario : Nicole Vedrès, sur une idée de Pierre Braunberger
- Production : Arthur Mayer et Edward Kingsley
- Producteur exécutif : Pierre Braunberger
- Directeur de production : Claude Hauser
  - Assistant : Alain Resnais
- Son : Jacques Carrère (non crédité)
- Montage[2] : Myriam Borsoutsky et Yannick Bellon
- Conseillers : Henri Langlois, Sacha Guitry, Jacques Damiot
- Musique : Guy Bernard
- Documentaliste : Alain Resnais (non crédité)
- Affichiste : Raymond Peynet
- Société de production : Panthéon Productions,  France
- Distribution : Les Films de la Pléiade
- Format : Mono - Noir et Blanc - 35 mm - 1.37 : 1
- Pays de production :  France
- Langue : français
- Durée : 82 minutes (France) ou 74 minutes (USA)
- Genre : Film de montage (ou dit "d'archive")
- Dates de sortie : 
  - Présenté au Festival de Cannes 1947
  - France : 25 février 1948
  - États-Unis : 23 octobre 1950

## Distribution
- Narrateur : Claude Dauphin
  - Narrateur version anglaise : Monty Woolley
- Documents d'époques
- Extrait de sept cents films

## Récompenses et distinctions
- Prix Louis-Delluc 1947
- Sélection officielle en compétition au Festival de Cannes 1947[3]